# Минерализованная вода
Минерализованная вода — природная вода, содержащая значительную концентрацию растворимых солей (в основном хлорида натрия, а также других солей натрия, кальция и магния). Концентрация соли обычно выражена в мд. Технически минерализованная вода содержит от 30 до 50 граммов соли на литр. Отличается от минеральной воды тем, что проходит искусственную минерализацию — добавление солей.
Более высокую концентрацию солей содержит рапа.

## Производство минерализованной воды
Производство искусственной минеральной воды состоит из нескольких этапов:
1. Первый этап включает в себя приготовление индивидуальных растворов солей и смешивания их в определённой последовательности в присутствии диоксида углерода. Концентрация солевых растворов выражается в соотношении: NaCl — 20 %, Na₂CO₃ — 12 %, СаСl₂ и MgCl₂ — 9 %. Для того, чтобы ускорить растворение солей используют подогретую до 60—80 °C питьевую воду. Искусственную минеральную воду изготавливают в синхронно-смесительных установках, непрерывно действующих сатураторах или сатураторах периодического действия. Если минерализованную воду готовят в синхронно-смесительных установках, то солевой раствор смешивается аппаратом синхронного действия в требуемых соотношениях с питьевой водой, затем полученный готовый напиток насыщают диоксидом углерода в сатураторе после охлаждения.
2. Солевой раствор разбавляют питьевой водой и полученную жидкость интенсивно барботируют в течение 1—2 ч диоксидом углерода. Готовую минерализованную воду разливают по бутылкам.
3. Сатуратор заполняют на ¾ объёма охлаждённой до 4—6 °C питьевой водой, к которой затем добавляют требуемые объёмы растворов солей. Затем заполняют сатуратор питьевой водой до 8Д[какого?] объёма, насыщают воду диоксидом углерода и интенсивно перемешивают полученный раствор, периодически открывая кран сатуратора для выпуска воздуха (газа). Барботирование готового раствора осуществляют в течение 40—50 мин, пока давление в сатураторе не достигнет 0,3—0,4 МПа.